# شمشی-ادد دوم
شمشی-ادد دوم یا Šamši-Adad II, m(d)Šam-ši-dIM, یک پادشاه دوره آشوری کهن بود که در اواسط هزاره دوم پیش از میلاد، حدود ۱۵۸۵–۱۵۸۰ پیش از میلاد بر آشور سلطنت کرد. دوران سلطنت وی در دوره «عصر تاریک» تاریخ آشور قرار دارد که سوابق مکتوب آن کمیاب است.

## زندگی‌نامه
هیچ منبع معاصر شمشی-ادد دوم وجود ندارد که شاهد سلطنت وی باشد. او طبق فهرست پادشاهان آشور یافت شده در خورساباد پسر و جانشین اریشوم سوم بود و برای مدت شش سال حکومت کرد.
نسخه‌هایی از "فهرست پادشاهی آشوری" وجود دارد که او را به عنوان پنجاه و هفتمین شاه نشان می‌دهد. ("لیست سلطنتی ناسواهی") در این قسمت ناخوانا حفظ شده‌است). پسرش ایشمه-داگان دوم جانشین وی شد.
«فهرست پادشاهان همزمان» تا حدودی به‌طور غیرقابل تصوری هشت حاکمان اولیه کاسی را به عنوان معاصر خود ارائه می‌دهد، اگرچه فقط پنج نفر اول و بخشی از ششم قابل خواندن است. این اسامی عبارتند از: آگوم ایگی آشو (Agum IGI ašu)، کاشتیل[...]شو، ابیراتاش، کاشتیلیاشو، تازیگوروماش و هاربا[...]. برینکمن استدلال می‌کند که این یک اشاره نمادین است و به دوره قبلی پادشاه قبلی اریشوم سوم اشاره می‌کند که به عنوان معاصر Ea-gâmil، آخرین پادشاه «سلسله سرزمین دریاها»و گانداش (Gandaš)، اولین شاه سلسله کاسیان بابل بوده‌است. " در کتیبه‌های باقیمانده ذکر شده‌است که Ea-g -mil حداقل صد سال بعد از ارتش اولام-بوریاش (Ulam-Buriaš)، احتمالاً دوازدهمین پادشاه کاسی، فرار کرده‌است.